# PR-576
A Rodovia PR-576 é uma estrada pertencente ao governo do Paraná, que faz a ligação entre a cidade de Porto Rico (quase na divisa com o Estado de São Paulo) e a PR-082 (localidade de Santa Felicidade, no território do município de Tapira).

## Denominação
- Rodovia Tildo Mazzarino, no trecho entre o entroncamento com a PR-182 (em Santa Isabel do Ivaí) e a cidade de Tapira, de acordo com a Lei Estadual 8.405 de 06/11/1986.[1]

## Trechos da Rodovia
A rodovia possui uma extensão total de aproximadamente 84,8 km, podendo ser dividida em 9 trechos, conforme listados a seguir:
| Ponto de referência                                   | Extensão do trecho | Extensão acumulada | Situação    |
| ----------------------------------------------------- | ------------------ | ------------------ | ----------- |
| Entroncamento PR-478 (Porto Rico)                     | ---                | 0 km               | ---         |
| Entroncamento PR-218 (Santa Cruz de Monte Castelo)    | 14,1 km            | 14,1 km            | Pavimentado |
| Entroncamento PR-182 (Santa Isabel do Ivaí)           | 10,8 km            | 24,9 km            | Pavimentado |
| Acesso municipal a São José do Ivaí                   | 5,5 km             | 30,4 km            | Pavimentado |
| Santa Mônica                                          | 11,6 km            | 42,0 km            | Pavimentado |
| Localidade de Aparecida do Ivaí                       | 7,0 km             | 49,0 km            | Pavimentado |
| Ponte sobre o Rio Ivaí                                | 7 km               | 56,0 km            | Pavimentado |
| Entroncamento PR-482 (Tapira)                         | 8,1 km             | 64,1 km            | Pavimentado |
| Acesso à Gleba IV                                     | 13,2 km            | 77,3 km            | Pavimentado |
| Entroncamento PR-082 (localidade de Santa Felicidade) | 7,5 km             | 84,8 km            | Pavimentado |

Extensão pavimentada: 84,8 km (100,00%)